# Bend Sinister (альбом)
Bend Sinister — десятый студийный альбом британской рок-группы The Fall, записанный продюсером Джоном Лекки и вышедший на лейбле Beggars Banquet Records 29 сентября 1986 года. Диск, заголовок которого был заимствован у романа В. Набокова «Под знаком незаконнорождённых» (1947), в США вышел под названием The Domesday Pay-Off Triad Plus!. Альбом Bend Sinister поднялся до #36 в UK Album Charts.

## История создания
Bend Sinister стал третьим и последним альбомом The Fall, записанный с продюсером Джоном Лекки. Последний рассказывал позже, что рассорился со Смитом из-за спора о том, какой микс должен лечь в основу пластинки. Смит обвинил продюсера в подмене и настоял на версии, которая была записана на его собственном кассетном магнитофоне.
Перед началом работы группа оказалась без барабанщика: Карл Бёрнс был незадолго до этого уволен, и его место временно занял бывший ударник группы Пол Хэнли; затем была найдена постоянная замена в лице Саймона Уолстенкрофта.
Синглом из альбома вышла «Mr. Pharmacist», кавер-версия песни The Other Half; с ним The Fall впервые в своей истории вошли в британский Top 75.
Альбом Bend Sinister имел второе название: Domesday Pay-Off. Смит говорил, что ему даже не хотелось выбирать между этими двумя вариантами: «Заголовки всегда были очень важны. Я пытаюсь заголовком отразить содержание альбома. Для меня это не шутка. У нас сдирают манеру заголовка, не понимая, что искусство заголовка так же важно, как искусство оформления обложки» .

## Отзывы критики
«Мир рассыпается, веселится, сражается и умирает. И всё это — всего лишь топливо для огня по имени Марк Смит», — писал в своей рецензии на альбом Дэйв Хаслам. Отметив сырость звучания пластинки, все плёнки которой были записаны практически с одной попытки, в основном, в Abbey Rd. Studios, рецензент отмечал, что «политические и социальные монологи Смита уступили здесь место более случайным наблюдениям и обрывистым кратким фразам, произносимым так сдавленно, что ни о какой понятности быть не может и речи». «…По растрёпанным страницам Тезаурус Роже Марк Смит гоняется за канонами английского языка — с топором», — замечал Хаслам. В числе наиболее запоминающихся песен критик отмечал «Terry Waite Says» — «краткое но не слишком лестное исследование на тему о том, какими мотивами руководствовался Господин Шишка (Mr Big), специальный посланник архиепископа англиканской церкви»,<направляясь в Ливан>.
«В эти дни сами мишени <Смита> стали… неясными. По мере того, как музыка The Fall становилась все жизнерадостнее и доступнее, творчество Смита сложилось в себя, <тексты> сделались ещё более туманными, не поддающимися даже расшифровке, не говоря уже о понимании», — писал об альбоме Саймон Рейнольдс в Melody Maker. Он же отметил, что «…The Fall в последнее время все более погружались в гаражный рок 60-х.
Такие вещи, как 'Gross Chapel' звучат, как если бы выдавить каплю гаражного панка и раздуть её в бесконечность». «Shoulder Pads» («на драйве абсурдно ожидвенных клавишей») он сравнивал с музыкой ? & the Mysterians: «Это шум, в котором нужно потерять себя, чтобы он обволог мозг, встряхнул тебя и оставил слегка не в себе», — писал рецензент. Своё отношение к творчеству группы в целом Рейнольдс в той же статье характеризовал так: «Обширнейшая коллекция работ, о которых был пролит миллион слова, и до сих пор я не приближаюсь к понимаю того, о чем они. The Fall никого не представляют и ничего не предлагают. Их невозможно подогнать ни под одну схему, прояснить или засунуть в файл».

### Реакция Смита
Смит говорил, что его расстроила рецензия в Sounds где говорилось: «в чем-то отличный альбом, но в чем-то звучит — как этот ужасающий нас хип-хоп»
Я убеждён, что рэп-музыка — самая литературная музыка в данный момент… Фил Коллинз или так называемые независимые группы — о чем они поют — о любви? О депрессии? А черные коллективы делают то, что я пытался делать годы. При этом некоторые считают это мусором, а каких-то позёров с акустическими гитарами превозносят… Согласен, тексты <в хип-хопе> иногда сексистские и это плохо, но по духу то, что они делают — ничего подобного у нас не было десятилетия. Рэп ближе к духу рок-н-ролла, чем что бы то ни было. Он определенно говорит о вещах, которые происходят в реальности…Марк Э. Смит о хип-хопе. Debris, 1987
Сам он этот альбом впоследствии оценивал невысоко: «Слишком ленивый, самодовольный. Перебор Брикс и слишком много стремления к музыкальному совершенству», — говорил он в 1992 году.

## Список композиций
| Сторона 1 1. «R.O.D.» (Марк Эдвард Смит, Steve Hanley, Simon Rogers, Craig Scanlon, Brix E. Smith, Simon Wolstencroft) — 4:36 2. «Dktr Faustus» (M. Smith, Scanlon) — 5:35 3. «Shoulder Pads 1#» (M. Smith, B. Smith) — 2:56 4. «Mr Pharmacist» (Jeff Nowlen) — 2:22 5. «Gross Chapel — GB Grenadiers» (M. Smith, Hanley, Scanlon) — 7:21 Сторона 2 1. «U.S. 80’s-90’s» (M. Smith, B. Smith) — 4:36 2. «Terry Waite Sez» (M. Smith, B. Smith) — 1:39 3. «Bournemouth Runner» (M. Smith, Hanley, B. Smith) — 6:06 4. «Riddler!» (M. Smith, Rogers, B. Smith) — 6:22 5. «Shoulder Pads 2#» (M. Smith, B. Smith) — 1:57 В CD-версию вошли также треки «Living Too Late» (M. Smith, 4:30) и «Auto Tech Pilot» (M. Smith, Hanley, 4:53) | 1. «There’s a Ghost in My House» (Holland–Dozier–Holland, R. Dean Taylor; сингл 1987) 2. «U.S. 80’s-90’s» (M. Smith, B. Smith) — 4:36 3. «Shoulder Pads 1#» (M. Smith, B. Smith) — 2:56 4. «Mr Pharmacist» (J. Nowlen) — 2:22 5. «Riddler!» (M. Smith, Rogers, B. Smith) — 6:22 6. «Hey! Luciani» (M. Smith, Brix Smith, Stephen Hanley, сингл «Hey! Luciani», 1986) 7. «Haf Found Bormann» (M. Smith, сингл «There’s a Ghost in My House», 1987) 8. «Terry Waite Sez» (M. Smith, B. Smith) — 1:39 9. «R.O.D.» (M. Smith, Hanley, Rogers, Scanlon, B. Smith, Wolstencroft) — 4:36 10. «Shoulder Pads 2#» (M. Smith, B. Smith) — 1:57 11. «Gross Chapel — GB Grenadiers» (M. Smith, Hanley, Scanlon) — 7:21 |  |

### Комментарии к песням
- Mr. Pharmacist. — «Тут была некоторая ирония, потому что как раз в тот момент <когда песня вышла синглом> развернулась истерическая антинаркотическая кампания в Британии… Mr. Pharmacist всегда была одной из моих любимых песен. Эта версия очень отличается от оригинала, как впрочем и все наши каверы. А парня, который написал песню, мы так до сих пор и не можем выследить»[8]. — Марк Э. Смит. Лидер группы рассказывал, что оформление обложки сингла ему подсказала публикация в местной прессе: «Я всё ломал голову над обложкой и вдруг — подбрасывают бесплатную газетёнку: 'Бывший мэр в деле о зомби-наркоманах!' — оказывается, бывший мэр Солфорда гипнотизировал каких-то пациентов. И меня осенило: вот и обложка!»[9].
- Terry Waite Sez. Песня, главным героем которой оказался никому не известный на тот момент официальный представитель Англиканской церкви на Ближнем востоке, в каком-то смысле подтвердила репутацию Смита-ясновидящего. «Мне очень жаль что так получилось: едва мы выпустили альбом, как тут же его похитили. Странно. Я не мог в это поверить»[4]. — М. Э Смит.

## Участники записи
- Марк Эдвард Смит — вокал
- Brix Smith — вокал, гитара, клавишные
- Craig Scanlon — гитара
- Simon Rogers — клавишные, гитара
- Steve Hanley — бас-гитара
- Simon Wolstencroft — ударные, (упомянут на обложке как John S. Woolstencroft)
- Paul Hanley — ударные («Dktr Faustus», «Living Too Late»)